# Гишар, Даниэль
Даниель Гишар (фр. Daniel Guichard, род. 21 ноября 1948, Париж) — французский певец и актёр. Имеет русские, польские и украинские корни.

## Биография
Родился недалеко от Quartier Les Halles (I округ Парижа). Потерял отца в возрасте 15 лет, поэтому ему пришлось работать — разгружать овощи на Центральном продовольственном рынке (Ле-Аль).
В начале 70-х выпустил первую песню, которая приобрела большую популярность — «La tendresse» (рус. «Нежность»).
Уже в 1972 году выступал в Олимпии.

## Дискография
- 1969 : Le paname de mes dix ans
- 1973 : La tendresse
- 1974 : Mon vieux
- 1974 : Daniel Guichard chante Édith Piaf
- 1976 : Je t’aime tu vois
- 1976 : Les chansons que j’aime
- 1976 : Je n'fais rien
- 1977 : À quoi bon chercher?
- 1978 : Je viens pas te parler d’amour
- 1979 : À la santé des fous
- 1980 : Album 1980
- 1981 : T’aimer pour la vie
- 1981 : Parlez-moi d'amour
- 1982 : Le gitan
- 1983 : Daniel Guichard chante Maurice Chevalier
- 1983 : Daniel Guichard chante Charles Trenet
- 1983 : J’aimerais
- 1984 : Ballade pour un enfant qui dort
- 1985 : Si quelqu'un
- 1986 : Tournefeuille
- 1989 : Pour elle
- 1991 : Retour
- 1992 : Gamberge
- 2012 : Notre Histoire

## Фильмография
- 2014 : Bon Rétablissement ! - Серж